# Bernardito Auza
Bernardito Cleopas Auza(Talibón, 10 de junio de 1959) es un arzobispo católico filipino y diplomático de la Santa Sede. Es el nuncio apostólico ante la Unión Europea (desde 2025).

## Biografía
Tras ordenarse sacerdote en 1985, inició su actividad pastoral al año siguiente en su localidad natal. En 1990 ingresó en el servicio diplomático de la Santa Sede. Ha estado destinado en la nunciatura apostólica en Madagascar, Bulgaria y Albania.

### Episcopado
Fue ordenado arzobispo titular de Suacia por el cardenal Tarcisio Bertone en Roma el 3 de julio de 2008, fiesta del apóstol Santo Tomás. Ha sido nuncio apostólico en Haití (2008-2014); observador permanente de la Santa sede ante la Organización de las Naciones Unidas (2014-2019) y ante la Organización de Estados Americanos (2014-2019).
El 1 de octubre de 2019 fue nombrado nuncio apostólico en España y en el Principado de Andorra por el papa Francisco.
El 22 de marzo de 2025 fue nombrado nuncio apostólico ante la Unión Europea.